# Antonino Miele
Antonino Miele (Niebern Hall, 7 agosto 1967) è un attore, regista teatrale e drammaturgo italiano.

## Biografia
Dopo essersi diplomato nel 1985 al Liceo Classico "Enrico Perito" di Eboli, frequenta nel 1988 frequenta a Napoli l'Accademia Napoletana di Teatro e successivamente si trasferisce a Roma, dove partecipa a diversi laboratori e seminari intraprendendo così la carriera da attore teatrale. Con l'incontro con Liliana de Curtis, figlia di Totò, nasce lo spettacolo Pardon monsieur Totò di cui è autore e protagonista assieme ad altri attori, tra cui la stessa de Curtis; lavora anche per diversi anni come attore e come autore con Aldo Giuffré. 
Fonda con Vito Cesaro nel 1989 l'Ente Autonomo Antonio De Curtis, dedicato a Totò, che ogni anno assegna l'omonimo premio; per il centenario della nascita dell'attore allestisce Totò cent'anni di vita, mostra itinerante, curata da Orio Caldiron. Nel 2009 dà vita, con Vito Cesaro, al Teatro del sorriso di cui è co-direttore artistico e dove opera come insegnante di recitazione, di educazione vocale, di dizione e di storia del teatro; a partire dall'anno successivo dirige la compagnia teatrale I re-attori.

## Filmografia

### Regista
- Volevo solo vivere - Treno 8017 ultima fermata, co-regia con Vito Cesaro - cortometraggio (2013)

### Attore
- Amado mio, regia di Antonio Angrisano - cortometraggio (1993)

## Teatro
- Quisquilie, bazzecole e pinzillacchere, di Antonino Miele e Vito Cesaro, regia di Franco Angrisano, con Vito Cesaro (1991-1992)
- Totò dietro le quinte, di Antonino Miele e Vito Cesaro, regia di Marco Di Gilio, con Liliana de Curtis, Mario Di Gilio (1992-1993)
- Pardon monsieur Totò, di Geppi Di Stasio, Antonino Miele e Vito Cesaro, regia di Geppi Di Stasio, con Liliana de Curtis (1993-1994)
- Si fa per ridere, di Aldo Giuffré, Antonino Miele e Vito Cesaro, regia di Aldo Giuffré, con Aldo Giuffré, Barbara Folchitto (1995)
- Il medico dei pazzi, di Eduardo Scarpetta, adattamento di Aldo Giuffré, Antonino Miele e Vito Cesaro, regia di Aldo Giuffré, con Aldo Giuffrè, Clara Bindi, Aldo Bufi Landi, Bianca Sollazzo, Mario Di Gilio (1996-1997-1998)
- Il malato immaginario, di Molière, adattamento di Aldo Giuffré, Antonino Miele e Vito Cesaro, regia di Aldo Giuffré, con Aldo Giuffré, Fioretta Mari, Martine Brochard, Armando Marra (1999-2000)
- Casina, di Tito Maccio Plauto, adattamento di Aldo Giuffré, Antonino Miele e Vito Cesaro, regia di Aldo Giuffré, con Aldo Giuffré, Paola Tedesco (1999)
- Signori si nasce, di Castellano e Pipolo, adattamento di Carlo Croccolo, Antonino Miele e Vito Cesaro, regia di Carlo Croccolo, con Carlo Croccolo, Cosimo Cinieri (2000-2001)
- La zia di Carlo, di Brandon Thomas, adattamento di Luigi Lunari, Antonino Miele e Vito Cesaro, regia di Lando Buzzanca, con Lando Buzzanca (2001-2002)
- Una moglie con i baffi, di Enrico Vaime, Antonino Miele e Vito Cesaro, regia di Claudio Insegno, con Ric e Gian (2001-2002)
- Miles gloriosus, di Tito Maccio Plauto, adattamento di Antonino Miele, Vito Cesaro, regia di Lando Buzzanca, con Lando Buzzanca, Armando Marra (2001)
- La schiava, da Tito Maccio Plauto, adattamento di Enrico Vaime, Antonino Miele e Vito Cesaro, regia di Claudio Insegno, con Gianfranco D'Angelo, Brigitta Boccoli (2002)
- Aulularia, di Tito Maccio Plauto, adattamento di Aldo Giuffrè, Antonino Miele e Vito Cesaro, regia di Aldo Giuffré, con Lello Arena, Giulia Montanarini (2003)
- Boeing boeing, di Marc Camoletti, adattamento di Antonino Miele e Vito Cesaro, regia di Daniele Scarabotti, con Carlo Croccolo, Denny Méndez (2003-2004)
- Comunque sia, sarà un successo, di Dino Verde e Gustavo Verde, regia di Carlo Nistri, con Ric e Gian, Patrizia Rossetti (2004)
- Scanzonatissimo, di Dino Verde e Gustavo Verde, regia di Carlo Nistri, con Gino Rivieccio, Manila Nazzaro (2004)
- I menecmi, di Tito Maccio Plauto, adattamento di Antonino Miele e Vito Cesaro, regia di Lello Arena, con Lello Arena (2004-2005-2006)
- Pluto, di Aristofane, adattamento di Maurizio Micheli, Michele Mirabella, Antonino Miele e Vito Cesaro, regia di Michele Mirabella, con Maurizio Micheli, Benedicta Boccoli (2004)
- Boeing boeing, di Marc Camoletti, adattamento di Antonino Miele e Vito Cesaro, regia di Daniele Scarabotti, con Carlo Croccolo, Denny Méndez, Luciana Turina (2005-2006)
- La festa delle donne, di Aristofane, adattamento di Antonino Miele e Vito Cesaro, regia di Lello Arena, con Lello Arena (2005)
- Scanzonatissimo, di Dino Verde e Gustavo Verde, regia di Carlo Nistri, con Gino Rivieccio, Alessandra Pierelli (2005-2006)
- La capannina, di André Roussin, adattamento di Antonino Miele e Vito Cesaro, regia di Vito Cesaro e Antonino Miele, con Carolina Marconi (2006-2007)
- Sarto per signora, di Georges Feydeau, adattamento di Vito Molinari, Antonino Miele e Vito Cesaro, regia di Vito Molinari, con Gino Rivieccio, Luciana Turina (2006-2007)
- Totò 110 e lode, di Vito Molinari, Antonino Miele e Vito Cesaro, regia di Vito Molinari, con Angela Luce (2008)
- Pluto, di Aristofane, adattamento di Maurizio Micheli, Michele Mirabella, Antonino Miele e Vito Cesaro, regia di Vito Cesaro e Antonino Miele, con Denny Méndez (2009)
- Una moglie coi baffi, di Enrico Vaime, Antonino Miele e Vito Cesaro, regia di Vito Cesaro e Antonino Miele, con Denny Méndez (2009)
- Il pesciolino d'oro, di Aleksandr Sergeevič Puškin, adattamento di Antonino Miele, Vito Cesaro, regia di Vito Cesaro e Antonino Miele (2010)
- Una moglie coi baffi, di Enrico Vaime, Antonino Miele e Vito Cesaro, regia di Vito Cesaro e Antonino Miele, con Denny Méndez (2010)
- Storia di una gabbianella e del gatto che le insegnò a volare, di Luis Sepúlveda, adattamento di Antonino Miele, regia di Antonino Miele (2011)
- Totò che serata che vi aspetta, di Antonino Miele e Vito Cesaro, regia di Vito Cesaro e Antonino Miele (2011)
- Il principe felice, di Oscar Wilde, adattamento di Antonino Miele, regia di Antonino Miele (2012)

## Programmi TV
- I fatti vostri (Rai 1, 1991)
- Sognando sognando (Rai 1, 1995)
- Emozioni TV (Rai 2, 1996)
- Domenica in (Rai 1, 1998)
- Buona Domenica (Canale 5, 2003)
- La vita in diretta (Rai 1, 2006)
- Applausi (Rai 1, 2007)
- Sipario (Rete 4, 2007)
- Verissimo (Canale 5, 2008)